# Raimundo Angelim
Raimundo Angelim Vasconcelos (Tarauacá, 19 de fevereiro de 1955) é um economista e político brasileiro, ex-prefeito de Rio Branco e deputado federal pelo estado do Acre, filiado ao Partido dos Trabalhadores.

## Carreira
Angelim nasceu na cidade de Tarauacá, no Acre, mas foi registrado em Rio Branco, filho de Tirso Ramos de Vasconcelos e de Iolanda Angelim Vasconcelos.
É casado pela segunda vez, tendo duas filhas do seu segundo casamento e uma filha do primeiro. Graduou-se em Economia pela Universidade Federal do Acre em 1980, e pós-graduou-se em Gestão Empresarial Fundação Getúlio Vargas.
Foi professor pela Universidade Federal do Acre, onde também exerceu as funções de Pró-Reitor de Planejamento entre 1984 e 1988 e Diretor do Departamento de Economia em 1990. No campo político foi Secretário de Planejamento do Acre de 1991 a 1992, na gestão de Edmundo Pinto, ocasião em que filiou-se ao Partido dos Trabalhadores. Em 1992 tornou-se diretor-superintendente do SEBRAE do Acre, cargo em que permaneceu até 1995. Foi também secretário municipal do Trabalho e Bem-Estar Social da prefeitura de Rio Branco em 1994 e 1995, na gestão de Jorge Viana. Entre 1996 e 1997, foi coordenador de Planejamento e Orçamento do Tribunal de Justiça do Estado do Acre. Com a ida de Jorge Viana para o governo do estado, em 1999, foi nomeado chefe do Gabinete Civil do governador, exercendo a função entre de 1999 e 2002, quando elegeu-se deputado estadual. Assumiu o mandato em fevereiro de 2003, mas pouco depois deixou a Assembleia Legislativa para assumir as secretarias de Desenvolvimento das Cidades e Habitação e de Cidadania e Assistência Social.
Em 2004 foi eleito prefeito de Rio Branco, sendo reeleito no ano de 2008.
Em 2014, foi o Deputado Federal mais votado do Estado do Acre, com 39,844 votos (9,98%) .
Como membro do Partido dos Trabalhadores, votou contra o Impeachment de Dilma Rousseff.
Nas eleições de 2018, foi novamente candidato a deputado federal pelo PT, mas não conseguiu ser reeleito.

## Atividades Parlamentares
Obs: Estão listadas apenas as atividades da atual legislatura onde o parlamentar foi titular (atualizado em 19/07/2017):
- Comissão de Legislação Participativa: 3/3/2015 - 25/3/2015;
- Comissão de Educação: 4/3/2015 - 2/2/2016; 3/5/2016 - 2/2/2017; 22/3/2017 - atualmente
- Comissão de Integração Nacional, Desenvolvimento Regional e da Amazônia: 3/5/2016 - 2/2/2017;; 22/3/2017 - atualmente
- Comissão Especial: PEC 070/11 - Processo de Apreciação de MP: 17/3/2015 - 19/3/2015;
- PEC 172/12 - Encargo Vinculado Repasse Necessário: 13/8/2015 - 18/8/2015;
- PL 1628/15 - Direitos do Agente Comunitário de Saúde: 31/8/2015 - 14/9/2016;
- PEC 004/15 - Prorrogação da DRU até 2019: 13/11/2015 - 9/9/2016;
- PL 7420/06 - Lei de Responsabilidade Educacional: 24/11/2015 - atualmente.
- Parlamento Jovem Brasileiro: 23/5/2017 - atualmente

## Ligações Externas
- Site Oficial
- Angelim no Site Oficial do Partido dos Trabalhadores
- Perfil Oficial no site da Câmara dos Deputados